# Мілан Гаврилович
Мілан Гаврилович (серб. кир.: Милан Гавриловић; нар. 23 листопада 1882, Белград — пом. 1 січня 1976, Бетесда) — сербський правник, дипломат і політик. Один із засновників політичної партії Союз землеробів, з 1939 року — її керівник. У 1924—1930 роках був директором газети «Політика». Перший посол Королівства Югославії в СРСР у 1940-41 роках. В емігрантському уряді в Лондоні обіймав посаду міністра правосуддя, сільського господарства, постачання та продовольства.